# 政所茶

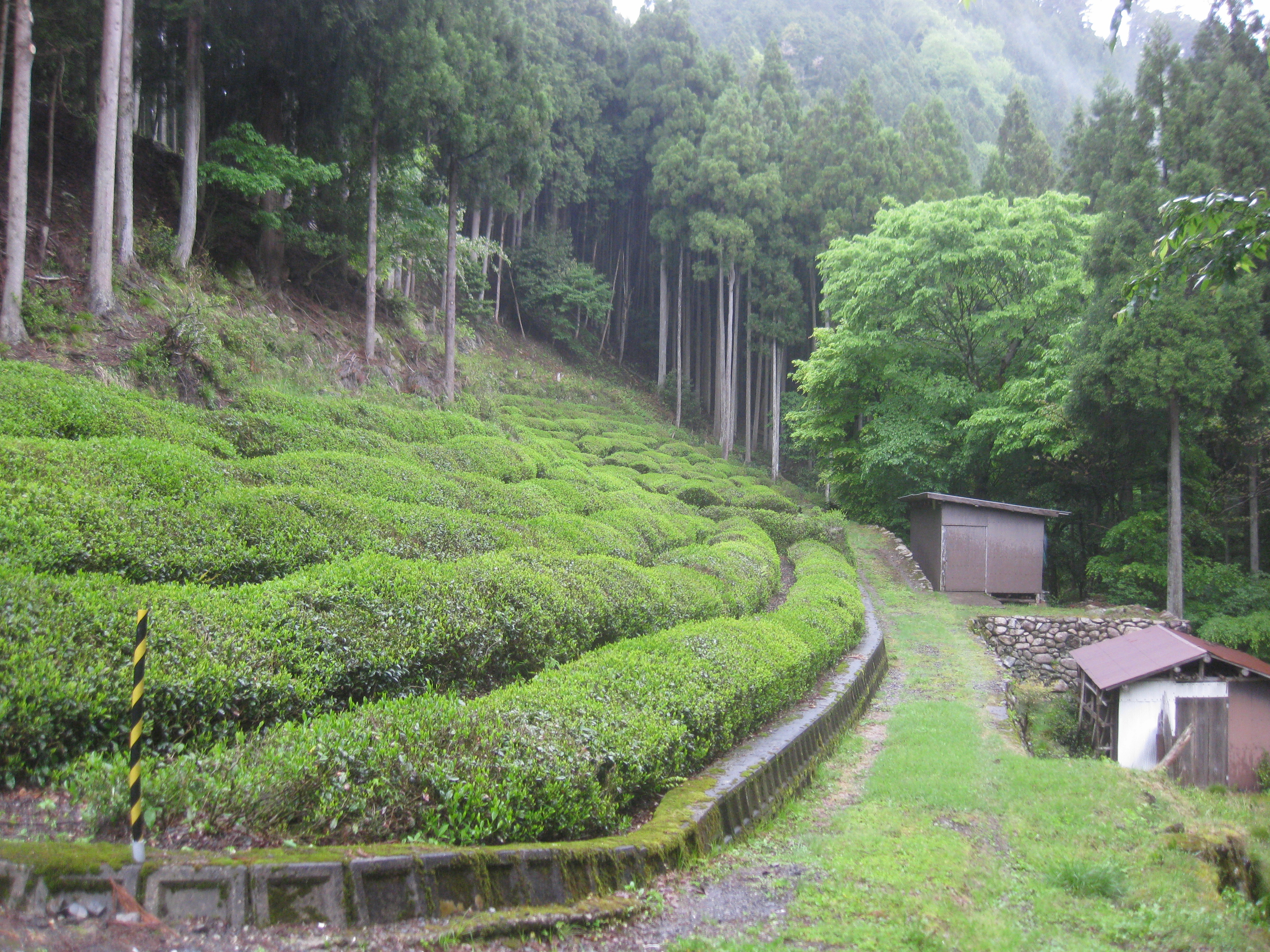
政所町の山あいにある茶畑

政所茶（まんどころちゃ）は、滋賀県東近江市政所町周辺で栽培されている日本茶。政所町は滋賀県東部の鈴鹿山脈中に位置する。

## 歴史
永源寺こんにゃくと並び歴史は古い。室町時代に永源寺五世管長の越渓秀格禅師が、この地の水質・地質が茶の栽培に適していることを見つけ、村人に栽培を奨励したことに始まる。茶摘み歌でも「宇治は茶所、茶は政所…」と歌われ、宇治茶と並ぶ茶どころとしてその名を全国的に知られた。本居宣長の著書『玉勝間』には「政所人ども夏は茶を多くつくりて出羽の秋田に出し、ここでもお茶が秋田へくだる…」と記され、東北の地にまで浸透していたことがうかがえる。朝廷や彦根藩にも献上されていた。
太平洋戦争終戦後は村人の集落離散や少子高齢化によって、政所茶の生産量は減少の一途をたどり、現在では30軒ほどの農家で生産される希少な茶となっている。

## 特徴
寒暖のはっきりした場所で栽培され、かつ手摘みで収穫されているので、香りが良く、苦みの中にほのかな甘みがある。